# Glaubenszentrum Bad Gandersheim
Das Glaubenszentrum Bad Gandersheim ist eine überkonfessionelle Bibelschule, Konferenzzentrum und Missionsbasis der Charismatischen Bewegung. Es befindet sich auf dem Osterberg in Bad Gandersheim im Landkreis Northeim in Niedersachsen (Deutschland). Träger ist der Glaubenszentrum e. V. mit Sitz in Braunschweig.

## Geschichte
Das Glaubenszentrum wurde 1975 von Mitarbeitern des amerikanischen theologischen Seminars „Christ for the Nations Institute“ (Dallas, Texas) anfangs noch in Wolfenbüttel bei Braunschweig gegründet. Mit Bezug des Kasernengebäudes der ehemaligen Zollschule Bad Gandersheim (ein Gebäude, das zwischen 1936 und 1945 als Motorsportschule des Nationalsozialistischen Kraftfahrkorps (NSKK) genutzt worden war) im Jahr 1987 und seinem anschließenden umfassenden Ausbau, entwickelte sich die Arbeit rasch zu einem christlichen Dienst mit jährlich mehreren Tausend Besuchern aus Deutschland, Österreich, der Schweiz und vielen weiteren Ländern. 1998 wurde eine „Erweckungshalle“ mit Platz für rund 1.000 Besucher errichtet und 2003 das „Wilhelm-Augusta-Stift“ zur Unterbringung der etwa 140 Bibelschüler jährlich erworben. Heute sind über 60 Mitarbeiter und Diakone im Glaubenszentrum tätig. Den Vorstand bildet das „Prisma-Team“. Gesamtleiter ist Markus Germann.

## Arbeit
Das Glaubenszentrum Bad Gandersheim versteht sich vor allem als Bibelschule und Konferenzzentrum. Die Ausbildung der Bibelschule mündet nicht in einen anerkannten beruflichen Abschluss, wird aber von einigen Freikirchen als Qualifikation für unterschiedliche Tätigkeitsbereiche akzeptiert.
Die Arbeit des Glaubenszentrums Bad Gandersheim wird zu einem großen Teil aus Spenden getragen und ist gemeinnützig organisiert.

## Publikationen
- Glaubenszentrum Live: Alles neu (CD), Gerth Medien 2016.
- Glaubenszentrum Live: Keine Grenzen (CD), Glaubenszentrum Music 2020.